# Agatha Raisin
Agatha Raisin ist eine britische Fernsehserie, die auf der gleichnamigen Serie von Kriminalromanen von M. C. Beaton basiert. Der erste Roman Agatha Raisin und der tote Richter wurde 2014 für das Weihnachtsprogramm des Senders Sky 1 in Spielfilmlänge verfilmt. Von 2016 bis 2022 wurden 18 weitere Verfilmungen als Serie in 4 Staffeln ausgestrahlt.

## Handlung
Agatha Raisin ist eine erfolgreiche PR-Expertin, die von London ins fiktive Dorf Carsely in den Cotswolds zieht. Schon kurz nach ihrem Einzug in ein Cottage auf dem Land zeigt sich, dass Agatha über detektivischen Spürsinn verfügt, der ihr hilft knifflige Mordfälle aufzuklären – sehr zum Leidwesen der ermittelnden Beamten Detective Inspector Wilkes und Constable Bill Wong. Unterstützung bei ihren Ermittlungen erhält sie von ihrem langjährigen Freund Roy Silver sowie neuen Bekannten aus Carsely wie ihrem Nachbarn James Lacey, dem Besitzer des Herrenhauses Sir Charles Fraith und Gemma, die sie zunächst als Reinigungskraft engagiert hatte.

## Hintergrund

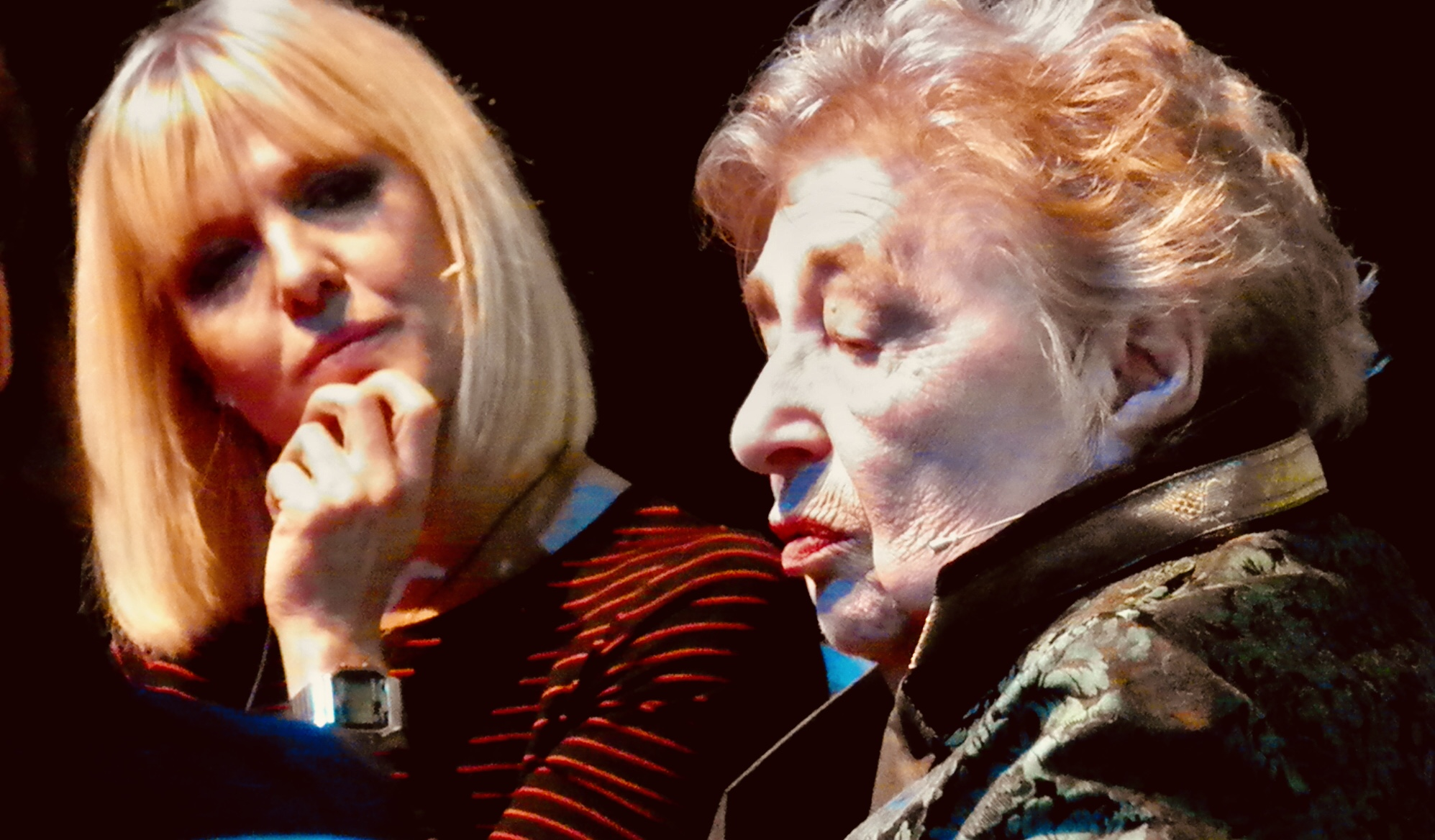
Ashley Jensen mit Marion Chesney (M. C. Beaton) 2018

Nach dem Pilotfilm wurden bis 2016 acht weitere Bücher nicht in der Originalreihenfolge als Serie mit 45-minütigen Folgen umgesetzt und im Juni und Juli in Großbritannien ausgestrahlt. In Deutschland wurden der Pilotfilm und die acht Einzelfolgen der ersten Staffel ab Februar 2017 bei ZDFneo gesendet. Für 2018 wurde von Acorn TV eine zweite Staffel in Auftrag gegeben. Sie besteht aus drei Buchverfilmungen, die als Doppelfolgen bzw. 90-Minuten-Spielfilme umgesetzt und Ende 2018/Anfang 2019 erstmals gesendet wurden. Vier weitere Spielfilmfolgen entstanden 2019, die Ausstrahlung begann in England im Oktober desselben Jahres.
Im Mai 2020 wurde bekanntgegeben, dass eine vierte Staffel in Auftrag gegeben worden war. Wegen der COVID-19-Pandemie wurde die Umsetzung zeitweise ausgesetzt. Die vier neuen Folgen wurden Ende 2021/Anfang 2022 im britischen Fernsehen ausgestrahlt.
Bereits 2004 war in BBC Radio 4 eine Hörbuchadaption der Beaton-Romane ausgestrahlt worden.

## Besetzung

### Hauptbesetzung
| Rollenname         | Schauspieler   | Staffeln | Synchronsprecher               |
| ------------------ | -------------- | -------- | ------------------------------ |
| Agatha Raisin      | Ashley Jensen  | 1–4      | Vera Teltz                     |
| Roy Silver         | Mathew Horne   | 1–4      | Alexander Doering              |
| James Lacey        | Jamie Glover   | 1–4      | Jaron Löwenberg                |
| DC Bill Wong       | Matt McCooey   | 1–4      | Nico Sablik                    |
| DI Denzel Wilkes   | Jason Barnett  | 1–4      | Detlef Bierstedt               |
| Sir Charles Fraith | Jason Merrells | 1–4      | Tobias Kluckert                |
| Sarah Bloxby       | Lucy Liemann   | 1–4      | Andrea Aust                    |
| Toni Gilmour       | Jodie Tyack    | 3–4      | Lena Schmidtke                 |
| Gemma Simpson      | Katy Wix       | 1–2      | Friederike Walke Melanie Hinze |

### Nebenbesetzung

#### Wiederkehrende Nebendarsteller
| Rollenname  | Schauspieler       | Staffeln | Synchronsprecher |
| ----------- | ------------------ | -------- | ---------------- |
| Mrs. Boggle | Marcia Warren      | 1–4      | Luise Lunow      |
| Sheila Barr | Caroline Langrishe | 1, 3–4   | Silke Matthias   |
| Harry Beam  | Taz Skylar         | 4        | Florian Clyde    |

#### Nebendarsteller in Pilotfilm und Folge 1
| Rollenname      | Schauspieler                        | Staffeln    | Synchronsprecher   |
| --------------- | ----------------------------------- | ----------- | ------------------ |
| Rev. Jez Bloxby | Kobna Holdbrook-Smith Rhashan Stone | Pilotfilm 1 | Florian Hoffmann   |
| Mr. Boggle      | Richard Durden                      | 1           | Jochen Schröder    |
| Mrs. Josephs    | June Watson                         | 1           | Katharina Lopinski |
| Gene Harvey     | Tim Stern                           | 1           |                    |
| Kyra Simpson    | Maddie Monti                        | 1           |                    |
| Mary Fortune    | Daisy Beaumont                      | 1           |                    |

## Episodenliste

### Pilotfilm
| Nr. (ges.) | Nr. (St.) | Deutscher Titel                    | Originaltitel                         | Erstausstrahlung UK | Deutschsprachige Erstausstrahlung (D) | Regie        | Drehbuch         |
| ---------- | --------- | ---------------------------------- | ------------------------------------- | ------------------- | ------------------------------------- | ------------ | ---------------- |
| 0          | 0         | Agatha Raisin und der tote Richter | Agatha Raisin and the Quiche of Death | 26. Dez. 2014       | 10. Feb. 2017                         | Geoffrey Sax | Stewart Harcourt |

### Staffel 1
| Nr. (ges.) | Nr. (St.) | Deutscher Titel                        | Originaltitel                             | Erstausstrahlung UK | Deutschsprachige Erstausstrahlung (D) | Regie           | Drehbuch         |
| ---------- | --------- | -------------------------------------- | ----------------------------------------- | ------------------- | ------------------------------------- | --------------- | ---------------- |
| 1          | 1         | Agatha Raisin und die Tote im Feld     | Agatha Raisin and the Walkers of Dembley  | 7. Juni 2016        | 17. Feb. 2017                         | Geoffrey Sax    | Chris Murray     |
| 2          | 2         | Agatha Raisin und die tote Glöcknerin  | Agatha Raisin and Hell’s Bells            | 14. Juni 2016       | 17. Feb. 2017                         | Geoffrey Sax    | Stewart Harcourt |
| 3          | 3         | Agatha Raisin und der Tote im Wasser   | Agatha Raisin and the Wellspring of Death | 21. Juni 2016       | 24. Feb. 2017                         | Paul Harrison   | Stewart Harcourt |
| 4          | 4         | Agatha Raisin und die tote Gärtnerin   | Agatha Raisin and the Potted Gardener     | 28. Juni 2016       | 24. Feb. 2017                         | Paul Harrison   | Chris Murray     |
| 5          | 5         | Agatha Raisin und der tote Tierarzt    | Agatha Raisin and the Vicious Vet         | 5. Juli 2016        | 3. März 2017                          | Roberto Bangura | Chris Murray     |
| 6          | 6         | Agatha Raisin und die ertrunkene Braut | Agatha Raisin and the Day the Floods Came | 12. Juli 2016       | 3. März 2017                          | Roberto Bangura | Chris Niel       |
| 7          | 7         | Agatha Raisin und die tote Hexe        | Agatha Raisin and the Witch of Wyckhadden | 19. Juli 2016       | 10. März 2017                         | Geoffrey Sax    | Chris Murray     |
| 8          | 8         | Agatha Raisin und der tote Ehemann     | Agatha Raisin and the Murderous Marriage  | 26. Juli 2016       | 10. März 2017                         | Geoffrey Sax    | Stewart Harcourt |

### Staffel 2
| Nr. (ges.) | Nr. (St.) | Deutscher Titel                     | Originaltitel                           | Erstausstrahlung UK | Deutschsprachige Erstausstrahlung (D) | Regie           | Drehbuch      |
| ---------- | --------- | ----------------------------------- | --------------------------------------- | ------------------- | ------------------------------------- | --------------- | ------------- |
| 9          | 1         | Agatha Raisin und der tote Friseur  | Agatha Raisin and the Wizard of Evesham | 19. Nov. 2018       | 13. Dez. 2019                         | Roberto Bangura | Julia Gilbert |
| 10         | 2         | Agatha Raisin und der tote Gutsherr | Agatha Raisin and the Fairies of Fryfam | 24. Dez. 2018       | 13. Dez. 2019                         | Matt Carter     | Chris Murray  |
| 11         | 3         | Agatha Raisin und der tote Kaplan   | Agatha Raisin and the Curious Curate    | 28. Jan. 2019       | 13. Dez. 2019                         | Audrey Cooke    | Chris Niel    |

### Staffel 3
| Nr. (ges.) | Nr. (St.) | Deutscher Titel                           | Originaltitel                        | Erstausstrahlung UK | Deutschsprachige Erstausstrahlung (D) | Regie              | Drehbuch      |
| ---------- | --------- | ----------------------------------------- | ------------------------------------ | ------------------- | ------------------------------------- | ------------------ | ------------- |
| 12         | 1         | Agatha Raisin und das Geisterhaus         | Agatha Raisin and the Haunted House  | 28. Okt. 2019       | 7. Aug. 2020                          | Carolina Giammetta | Julia Gilbert |
| 13         | 2         | Agatha Raisin und der tote Auftragskiller | Agatha Raisin and the Deadly Dance   | 10. Feb. 2020       | 7. Aug. 2020                          | Roberto Bangura    | Chris Murray  |
| 14         | 3         | Agatha Raisin und die tote Geliebte       | Agatha Raisin and the Love from Hell | 17. Feb. 2020       | 7. Aug. 2020                          | Audrey Cooke       | Chris Niel    |
| 15         | 4         | Agatha Raisin und der tote Polizist       | As the Pig Turns                     | 24. Feb. 2020       | 7. Aug. 2020                          | Matt Carter        | Chris Murray  |

### Staffel 4
| Nr. (ges.) | Nr. (St.) | Deutscher Titel                            | Originaltitel             | Erstausstrahlung UK | Deutschsprachige Erstausstrahlung (D) | Regie           | Drehbuch                  |
| ---------- | --------- | ------------------------------------------ | ------------------------- | ------------------- | ------------------------------------- | --------------- | ------------------------- |
| 16         | 1         | Agatha Raisin und die tote Witwe           | Kissing Christmas Goodbye | 20. Dez. 2021       | 6. Mai 2022                           | Matt Carter     | Julia Gilbert             |
| 17         | 2         | Agatha Raisin und die Tote am Strand       | Love, Lies & Liquor       | 7. Feb. 2022        | 7. Mai 2022                           | James Larkin    | Matthew Thomas            |
| 18         | 3         | Agatha Raisin und das tödliche Kirchenfest | A Spoonful of Poison      | 14. Feb. 2022       | 7. Mai 2022                           | Roberto Bangura | Chris Niel                |
| 19         | 4         | Agatha Raisin und die tote Rivalin         | There Goes the Bride      | 22. Feb. 2022       | 7. Mai 2022                           | Audrey Cooke    | Chris Murray & Maria Ward |